# طاهر حبیب‌الله‌یف
طاهر حبیب‌الله‌یف (روسی: Тагир Камалудинович Хайбуллаев؛ زادهٔ ۲۴ ژوئیهٔ ۱۹۸۴) جودوکار اهل روسیه است.
وی همچنین برندهٔ جوایزی همچون نشان دوستی شده‌است.
وی در مسابقات کشوری و بین‌المللی در مجموع برندهٔ ۳ مدال طلا شده‌است.